# Casa consistorial de Burjasot
La casa consistorial de Burjasot es un edificio administrativo sede del gobierno municipal. Se encuentra en la plaza de Emilio Castelar, en la ciudad valenciana de Burjasot (Comunidad Valenciana, España). Fue fundada en 1915 en la zona del ensanche local, cuyo proyecto estuvo a cargo del arquitecto Francisco Almenar.

## Historia
En 1865 las actas municipales recogieron la necesidad de adquirir un edificio que albergase la casa consistorial. En primera instancia se ocupó un inmueble de la plaza de San Juan de Ribera, frente al Colegio Mayor. Como remanente se puede encontrar un reloj de sol en la parte superior de su fachada. Ya entrado el siglo XX, el primer ayuntamiento no presentaba el espacio suficiente, por lo que los gobernantes locales adquirieron un solar para ubicar el nuevo edificio. Esta elección se planeó junto con el inicio del ensanche del municipio, que partía de su núcleo antiguo, en torno a la plaza del Pouet, y avanzaba hacia más allá del patio de los Silos.
Las obras siguieron la proyección de Francisco Almenar y comenzaron el 22 de noviembre de 1914, cuando se colocó la primera piedra. Los propios ciudadanos también contribuyeron con aportación económica a la construcción. El 14 de agosto de 1915, con el alcalde republicano Roque Riera Juan, albergó la primera sesión plenaria. A partir de ese año alberga el Ayuntamiento de Burjasot; durante sus primeros años, también compartió espacio con las Escuelas Municipales.

### SigloXXI
Desde su construcción, la casa consistorial ha pasado por diferentes rehabilitaciones. En la actualidad, del edificio original solo conserva su fachada. Con motivo de su centenario, Burjasot llevó a cabo en 2015 diferentes actos conmemorativos. El 24 de noviembre de dicho año se celebró una exposición en la sede local acerca de la construcción del inmueble y su historia, con fotografías del archivo municipal. En esa jornada también se presentó un libro que recoge estos sucesos, 1915-2015. Centenario de la construcción de la Casa Consistorial de Burjassot.